# Tarenna joskei
Tarenna joskei là một loài thực vật có hoa trong họ Thiến thảo. Loài này được (Horne ex Baker) A.C.Sm. & S.P.Darwin miêu tả khoa học đầu tiên năm 1988.